# Kevin Esteve
Kevin Esteve Rigail (* 27. Dezember 1989 in Escaldes-Engordany) ist ein andorranischer Alpin-Skisportler. Er fährt alle Disziplinen des Alpin-Skisports, jedoch ist seine erfolgreichste Disziplin die Super-Kombination. Im Slalom ist er im Weltcup noch nicht gestartet.

## Werdegang
Sein erstes FIS-Rennen fuhr Esteve am 20. Dezember 2004 im spanischen La Molina. Bis 2008 fuhr er lediglich Rennen in Andorra, Italien, Spanien und Frankreich. Danach ging er in Rennen weltweit an den Start. Sein erster Erfolg war ein zweiter Platz bei einem Riesenslalom Anfang 2007 in La Molina. Weiterhin bestritt er von 2004 bis 2010 diverse Junioren-Wettbewerbe. Seinen ersten Start im Alpinen Skiweltcup hatte er am 18. Dezember 2010 in Gröden in der Abfahrt, wo er allerdings ausschied.
Seine erste große Veranstaltung waren die Olympischen Winterspiele 2010 im kanadischen Vancouver. Zu dieser Zeit hatte er noch keinen Weltcupstart. Er wurde 47. in der Abfahrt und 39. in Super-G. In der Disziplin, in der er später am stärksten war, der Super-Kombination, schied er allerdings aus. Bei den Alpinen Skiweltmeisterschaften 2011 in Garmisch-Partenkirchen erreichte er zu den Olympischen Spielen eine deutliche Verbesserung. Zwar schied er im Super-G komplett aus und wurde im Riesenslalom nur 71., doch er wurde 34. in der Abfahrt und 21. in der Super-Kombi. In Weltcups kam er nicht über Platz 50 hinaus. Bei den Alpinen Skiweltmeisterschaften 2013 in Schladming erreichte er eine Platzierung unter den besten 30. Nach einem 45. Platz im Super-G kam er in der Abfahrt auf Platz 30. In seiner Top-Disziplin der Super-Kombi holte er den 14. Rang. Sein bisher bestes Weltcup-Ergebnis außerhalb von Weltmeisterschaften ist ein 50. Platz in Garmisch-Partenkirchen. An den Olympischen Winterspielen 2014 in Sotschi kam er in der Disziplin Abfahrt auf Platz 32.

## Erfolge

### Olympische Winterspiele
- Vancouver 2010: 39. Super-G, 47. Abfahrt, DNF Super-Kombination
- Sotschi 2014: 32. Abfahrt

### Weltmeisterschaften
- Garmisch-Partenkirchen 2011: 21. Super-Kombination, 34. Abfahrt, 71. Riesenslalom, DNF Super-G
- Schladming 2013: 14. Super-Kombination, 30. Abfahrt, 45. Super-G, DNQ Riesenslalom

### Europacup
- 1 Platzierung unter den besten 30

### Nor-Am Cup
- 2 Platzierungen unter den besten 30

### South American Cup
- 8 Platzierungen unter den besten 30

### Australian New Zealand Cup
- 2 Platzierung unter den besten 30

### Sonstiges
- 5 Siege bei FIS-Rennen